# Panisbrief
Als Panisbriefe (lateinisch Litterae panis, Vitalltium, Alimoniae, von lat. panis ‚Brot‘) bezeichnet man Brot- oder Versorgungsbriefe, die von deutschen Kaisern seit dem 13. Jahrhundert für bedürftige Personen, „ohne Unterschied des Standes, Geschlechtes oder der Religion“ ausgestellt wurden. Sie verpflichteten den Inhaber einer geistlichen Pfründe, beispielsweise eine geistliche Stiftung, oder ein Kloster, den Besitzer des Briefes, den sogenannten „Panisten“ oder „Brötling“, zeitweilig oder lebenslang zu versorgen. Für Preußen wurde diese Einrichtung von Friedrich dem Großen abgeschafft.